# BrowserChoice.eu
BrowserChoice.eu es una página web creada en marzo de 2010 por el gigante del software estadounidense Microsoft como resultado de un proceso judicial entablado contra dicha corporación por parte de la Comisión Europea de la UE, alegando que la inclusión de Internet Explorer como si fuese un programa interno del propio sistema operativo Windows había contribuido a crear su posición dominante en el mercado de los navegadores de Internet. El sitio fue creado por Microsoft para permitirles a los usuarios elegir entre varios navegadores disponibles o no estaban al tanto de la opción representada por la existencia o disponibilidad de otros programas alternativos al IE y así poder cumplir con las regulaciones antimonopolio vigentes dentro del territorio de la Unión Europea.

## La pantalla con las opciones
La página web de es inicialmente mostrada por Internet Explorer ofreciendo 12 navegadores alternativos en orden aleatorio. Esta pantalla se les presenta solamente a aquellos usuarios que, dentro de la denominada Área Económica Europea, tienen -en sus computadoras recién compradas o adquiridas- a su propio IE como el navegador por defecto o omisión (by default) bajo el sistema operativo Windows 7.
Los navegadores ofrecidos están basados en los cuatro principales motores de renderizado o presentación (rendering engines) de páginas web, a saber: Trident (del propio Internet Explorer), Gecko (de Mozilla Firefox), WebKit (de Apple Safari, adoptado por Google Chrome) y Presto (de Opera).
En un inicio se planeó que los navegadores eran mostrados en orden alfabético; no obstante, luego de algunas críticas al respecto, los mismos son presentados en un orden aleatorio que varía en cada vez que los usuarios cargan dicha página web.
Asimismo, los distintos navegadores alternativos son presentados en dos grupos. El primero de ellos, que es totalmente mostrado cuando se ingresa a la página BrowserChoice incluye a los cinco navegadores más populares a nivel mundial: Internet Explorer, Mozilla Firefox, Google Chrome, Safari y Opera. Por su parte, el segundo contiene siete navegadores no tan conocidos también presentados de forma aleatoria, pero que solo pueden ser vistos al hacer clic con el ratón desplazar la barra de desplazamiento horizontal que se encuentra en la parte inferior de la página.
Mediante el servicio de actualización automatizada Windows Update Microsoft publicó un parche (patch) que posibilita que dicha pantalla le aparezca a cualquiera que aún no haya elegido a un programa distinto a Internet Explorer como su navegador por defecto.

## Navegadores listados
La pantalla mostrada por la página web de BrowserChoice.eu lista doce navegadores en orden aleatorio. Mientras que los primeros 5 pueden ser observados a primera vista, para poder ver los 7 restantes hay que desplazar a la derecha la barra de desplazamiento horizontal, lo que podría llegar a confundir a algunos usuarios principiantes, eventualmente haciéndoles creer que hay solo 5 navegadores disponibles para elegir.

## Primer grupo
- Google Chrome
- Internet Explorer
- Mozilla Firefox
- Opera
- Safari

### Segundo grupo
- Avant Browser
- Flock
- GreenBrowser
- K-Meleon
- Maxthon
- Sleipnir (Navegador)
- SlimBrowser

### Revisiones
En agosto de 2010 Microsoft eliminó a GreenBrowser y a Sleipnir (Navegador) de entre las opciones disponibles, reemplazándolos por:
- Lunascape
- SRWare Iron (basado en Google Chrome y muy similar a éste)

## Resultados
Los navegadores contendientes han visto en incremento de tráfico en sus sitios de descarga respectivos, sugiriendo que los desarrolladores menores han estado ganando nuevos usuarios apenas comenzó a implementarse dicho sistema.

## Críticas
La forma en la que fue diseñada dicha página web generó algunas críticas al respecto. Los navegadores son presentados aleatoriamente en la pantalla mediante la ejecución de un pequeño bloque de código JavaScript, en lugar de ser determinado mediante la ejecución de un script lateral. Además, la generación aleatoria del orden de los navegadores había sido previamente implementada de forma incorrecta, lo que llevaba a una injusta distribución del orden en el que eran mostrados o presentados los distintos navegadores. No obstante, dicho problema fue posteriormente solucionado por Microsoft.
La página incluso no fue escrita en código HTML estándar, sino que fuerza al navegador a funcionar en el denominado quirks mode (para la retrocompatibilidad) al insertar un metatag incluso antes de la etiqueta html que tradicionalmente encabeza el código fuente de una página web, lo que es una de las principales razones (si no la principal) respecto de por qué dicha página web falla la validación HTML disponible en el sitio oficial de la World Wide Web Consortium (W3C).
Algunos de los navegadores ofrecidos también han sido criticados, debido a que la mitad de los mismos usan el motor de renderizado Trident, el cual fue originalmente desarrollado por Microsoft para el Internet Explorer. Por lo tanto, quienes opten por ellos con la intención de el IE, no obstante todavía seguirán utilizando el mismo rendering engine usado por éste. Esto ha recibido condenas entre la comunidad de desarrolladores basada en Internet, a pesar de la insistencia de Microsoft respecto de que la lista “está basada en los 12 más ampliamente usados navegadores que corren [se ejecutan] sobre Windows 7 medidos según una metodología acordada”.
Por su parte, la empresa noruega Opera Software se quejó respecto de que la pantalla con los opciones no aparecía en algunos casos, debido a la propia configuración de inicio de Internet Explorer.

## Petición
Los navegadores del segundo grupo Flock, Avant Browser, GreenBrowser, Maxthon, Sleipnir (Navegador) y SlimBrowser enviaron una petición judicial a la UE para intentar forzar a Microsoft a que agregue texto y/o un gráfico adicional, más que solo la propia barra de desplazamiento horizontal, que indique fuera de toda duda que las alternativas ofrecidas incluyen más de cinco navegadores. Al respecto, Microsoft ha respondido alegando que “Nosotros no planeamos hacer ningún cambio por el momento”.